# Abadia de La Ferté
A Abadia de La Ferté (em francês:  Abbaye de La Ferté) é um mosteiro da Ordem de Cister localizada em Saint-Ambreuil, Borgonha, França.

La Ferté foi uma das quatro fundações derivadas da abadia principal de Cister, junto com  Claraval,  Morimond e Pontigny.